# 周留城
周留城（スルじょう、朝鮮語: 주류성（チュリュソン））、支羅城（シラじょう、지라성（チラソン））、州柔城（スヌじょう、つぬさし、 주유성（チュユソン））または疎留城（そりゅうじょう、そるさし、소류성（ソリュソン））は朝鮮半島の現在の忠清南道にあった百済の城。
百済が新羅と唐により滅ぼされた後、百済の将軍の鬼室福信と僧の道琛が百済復興運動の拠点とした。白村江の戦いでの陸戦の主戦場となった。
その位置については多くの説があるが、白村江との関係で、錦江下流北側の山岳地帯にあったと推定されている。